# Arak, Syria
Arak (tiếng Ả Rập: آراك, cũng đánh vần là Urak hoặc Araq) là một ngôi làng ở miền đông Syria, thuộc khu vực hành chính của Tỉnh Homs. Nó nằm trên một ốc đảo trên sa mạc Syria dọc theo con đường giữa Palmyra, cách 28 km về phía tây nam và al-Sukhnah về phía đông bắc. Theo Cục Thống kê Trung ương Syria (CBS), Arak có dân số 111 trong cuộc điều tra dân số năm 2004.

## Lịch sử

### Thời đại La Mã
Khu định cư ở Arak tồn tại ít nhất từ Đế chế La Mã -era ở Syria khi được biết đến là "Aracha". Các cột mốc đã được tìm thấy trong ngôi làng có niên đại từ năm 75 CE và chỉ ra rằng thống đốc La Mã của Syria lúc đó, Marcus Ulpius Traianus, đang ra lệnh xây dựng một con đường nối Palmyra với Sura trên sông Euphrates.
Một bàn thờ ở Arak trong thời kỳ này được dành riêng cho Yarhibol, vị thần địa phương của người ngoại giáo Palmyra, người được tôn thờ như người bảo trợ của mùa xuân Efqa ở thành phố đó kể từ thời Amorite. Bàn thờ, được xây dựng vào năm 209 CE,: "Bàn thờ mà con trai của Maliku đã dựng lên thành phố Yarhibol, cho người tưới Arak, cho Gad của địa phương, vị thần bội bạc." 

### Thời kì Trung đại
Khalid ibn al-Walid, vị tướng Ả Rập của quân đội Rashidun, đã chinh phục Arak trong giai đoạn đầu của cuộc chinh phạt Hồi giáo ở Syria vào năm 634. Thị trấn được củng cố và bảo vệ bởi một đơn vị đồn trú của Kitô giáo Ả Rập do một sĩ quan La Mã lãnh đạo. Sau khi họ nhìn thấy quân đội của Khalid, quân đội đã rút về pháo đài và sau đó bị bao vây. Một học giả cao tuổi ở Arak đã cảnh báo sĩ quan La Mã về hồ sơ chiến tranh thành công của Khalid, nói với ông "hãy cẩn thận khi chiến đấu với đội quân này." Do đó, quân đồn trú đã đầu hàng pháo đài và đàm phán các điều khoản với Khalid, người đã áp thuế jizya cho cư dân, nhưng mặt khác đã không tấn công hoặc cướp bóc thị trấn. Quân đội Rashidun đã cắm trại bên ngoài Arak trước khi tiếp tục hành quân về phía al-Sukhnah. Cũng có bằng chứng về Umayyad và sự chiếm đóng của Abbasid sớm tại Arak.
Trong thời kỳ Ayyubid, nhà địa lý người Syria Yaqut al-Hamawi lưu ý Arak là một "thị trấn nhỏ ở biên giới sa mạc Aleppo, gần Palmyra và 'Urd, sở hữu lòng bàn tay và ô liu". Trong thời kỳ đầu của Mamluk, vào giữa thế kỷ 14, nhà địa lý học Ayyubid Abu'l Fida lưu ý rằng Arak, mà ông gọi là "Araka" khi các bộ lạc Bedouin địa phương nhắc đến nó, đã đóng một vai trò trong một âm mưu cố gắng của thống đốc Aleppo, Qara Sunqur, và người thừa kế al-ʿarab (chỉ huy người Ả Rập), Muhanna ibn Isa, để đào thoát khỏi quyền lực của Sultan an-Nasir Muhammad. Trong âm mưu, Arak được Qara Sunqur sử dụng làm trạm giữa Hejaz (nơi anh ta đang hành hương) đến Aleppo trong cuộc trốn tránh quân đội của một Nasir để hội ý với Muhanna.

### Kỷ nguyên hiện đại
Vào năm 1838, vào cuối thời Ottoman, Arak đã được phân loại là một ngôi làng theo mùa hoặc khirba bởi học giả người Anh Eli Smith. Vào cuối thế kỷ 19, Arak bao gồm mười lăm túp lều và chứa một đơn vị đồn trú của Quân đội Ottoman. Không lâu sau khi thành lập đồn trú vào những năm 1870, những người lính đồn trú trong làng đã bị rút. Các cuộc đột kích thường xuyên của bộ lạc Bedouin xảy ra sau đó và khiến cuộc sống của người dân Arak ngày càng khó khăn. Năm 1908, nhà thám hiểm người Séc Alois Musil lưu ý rằng Arak chứa mười lăm túp lều bỏ hoang; những người cư ngụ cũ của họ đã cùng nhau rời khỏi Palmyra bản địa của họ do các cuộc đột kích của Bedouin. Đây là một chu kỳ xảy ra thường xuyên, theo đó những người từ Palmyra sẽ định cư Arak trong một thời gian, sau đó từ bỏ nó do cuộc đột kích của Bedouin. Bộ lạc Al Abd Allah khu vực đã cướp bóc ngôi làng cùng với al-Sukhnah gần đó vào năm 1917, mang theo những kho lớn đồ đạc và đồ gia dụng. Do đó, cư dân của Arak chủ yếu từ bỏ ngôi làng và tái định cư ở Palmyra.
Trong cuộc nội chiến ở Syria, ISIL đã chiếm được ngôi làng trong cuộc tấn công Tadmur vào tháng 5 năm 2015 và bị lực lượng chính phủ Syria chiếm lại vào tháng 6 năm 2017.